# Kyivstar
Kyivstar (Київстар) er en ukrainsk telekommunikationsvirksomhed, der udbyder fastnet, internet og mobiltelefoni i Ukraine. Virksomheden er ejet af Veon.
Kyivstar mobiles netværk dækker alle byer i Ukraine og alle væsentlige vejruter. I 2020 var Kyivstar det største mobilselskab i Ukraine med ca. 26 mio. kunder.